# Armando Castellazzi
Armando Castellazzi (ur. 7 października 1904 w Mediolanie, zm. 4 stycznia 1968) – włoski piłkarz, pomocnik. Mistrz świata z roku 1934.
Całą karierę spędził w Interze. W latach 1923–1936 oraz rozegrał w jego barwach ponad 200 spotkań i strzelił 16 bramek. W 1930 wywalczył tytuł mistrza Włoch. Po zakończeniu sportowej kariery został trenerem i w tej roli w 1938 ponownie zdobył scudetto dla Interu.
W reprezentacji Włoch po raz pierwszy zagrał w 1929 w meczu ze Portugalią. Podczas MŚ 34 zagrał w jednym spotkaniu Italii, pierwszym meczu z Hiszpanią. Łącznie zgromadził na swym koncie trzy występy reprezentacyjne.